# Uruguayaanse verkiezingen 2014

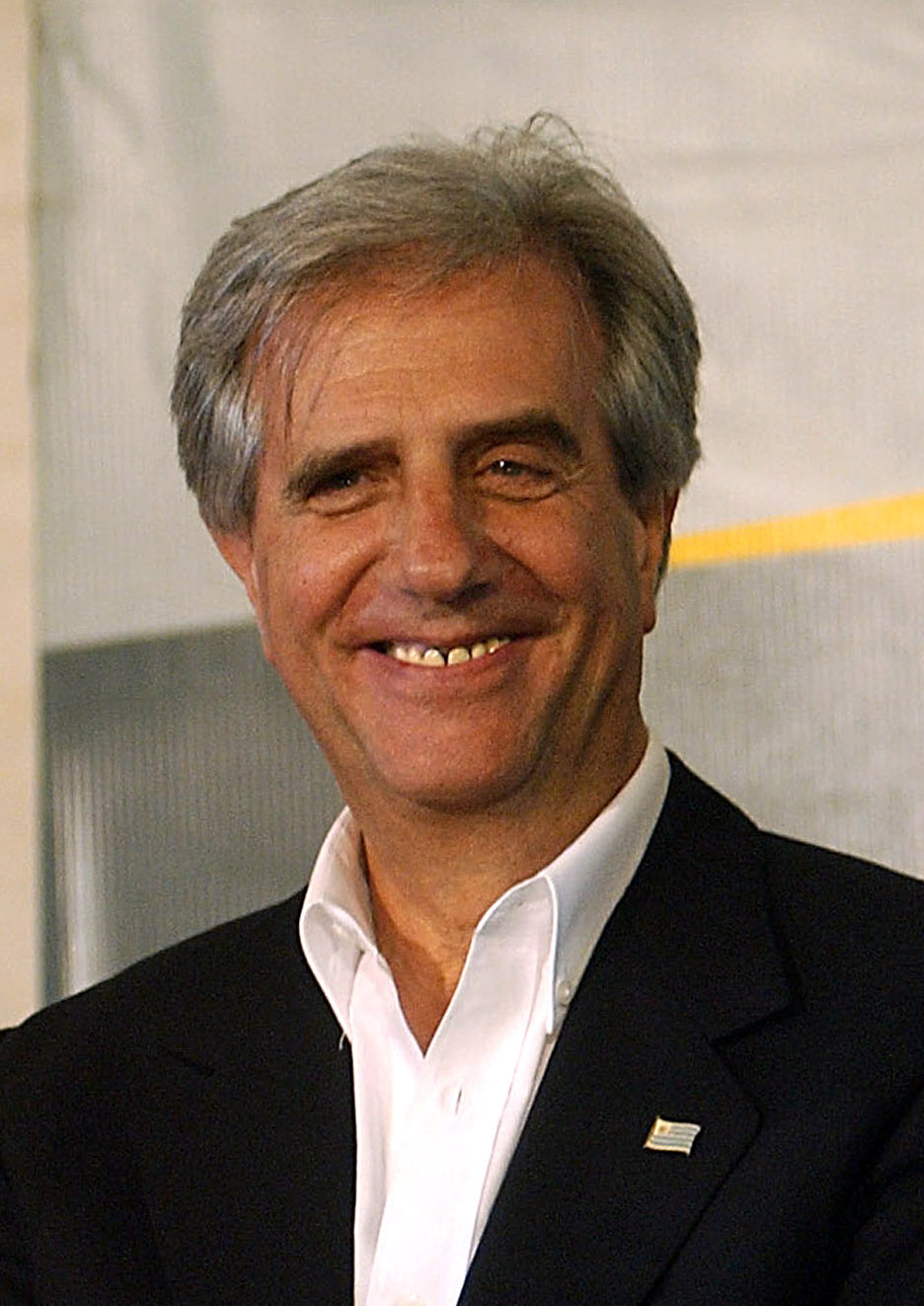
Tabaré Vázquez

De algemene verkiezingen in Uruguay van 2014 werden op 26 oktober 2014 (eerste ronde) en 30 november (tweede ronde) gehouden. Zittend president José Mujica kon niet kandidaat worden gesteld voor deze verkiezingen. De verkiezingen werden gewonnen door Tabaré Vázquez, die van 1 maart 2005 tot 1 maart 2010 al eerder president was en op 1 maart 2015 opnieuw aantrad.

## Kandidaten

### Breed Front
- Tabaré Vázquez[2][3]
- Constanza Moreira[3][2]

### Nationale Partij
- Jorge Larrañaga[2][4]
- Luis Alberto Lacalle Pou (zoon van Luis Alberto Lacalle)[4][2]
- Álvaro Germano[2]
- Alfredo Oliú[2]

### Coloradopartij
- Pedro Bordaberry (zoon van Juan María Bordaberry)[2]
- José Amorín Batlle[2]
- Manuel Flores Silva[2]

### Onafhankelijkheidspartij
- Pablo Mieres[2]

### Volkseenheid
- Gonzalo Abella[2]

## Kaart

Uitslag eerste ronde presidentverkiezingen per district
Uitslag tweede ronde presidentverkiezingen per district